# Flykten från Berganien
Flykten från Berganien (originaltitel: The Dragonfly Pool) är en bok av den engelska författaren Eva Ibbotson, utgiven år 2008 på engelska och på svenska år 2009 på Berghs Förlag.

## Handling
Tally bor i London tillsammans med sin far och två fastrar. Men så bryter andra världskriget ut och det bestäms att hon skall skickas till landet. Fadern lyckas ordna så hon får ett stipendium till en internatskola. Det är ingen vanlig engelsk internatskola, här finns inga skoluniformer eller stränga lärare och Tally lär sig att älska skolan. Skolan blir inbjudna till Berganien av landets kung för att deltaga i en folkdansfestival. Men så blir kungen skjuten till döds och Tally och hennes vänner försöker föra prinsen i säkerhet, vilket tar dem på en resa genom Europa.